# Хаджи-Продан
Продан Глигорьевич, более известный как Хаджи-Продан (серб. Хаџи-Продан Глигоријевић; 1760—1825) — сербский воевода, участник Первого сербского восстания Сербской революции, возглавивший затем в 1814 году сербское восстание против осман, получившее его имя, Восстание Хаджи Продана.
В 1821 году принял участие в военных действиях в Дунайских княжествах, предпринятых против осман греческими гетеристами. Участник Греческой революции.

## Сербия
Продан Глигорьевич родился около 1760 года, и происходил из Неваде, около Таково, современное Горни Миланович. Эпитет хаджи, по аналогии с мусульманским эпитетом, на Балканах давали христианам совершившим поездку в Иерусалим, из чего следует, что Глигорьевич, вероятно, совершил поездку в Палестину. 
Хаджи-Продан присоединился к освободительной борьбе сербов в 1806 году. Принял участие в сражениях при Сьенице, при Нова Варош, при Приеполье, при Белом Поле и при Суводоле (1809). 
После поражения восстания Хуршид Ахмед-паша взял Белград в октябре 1813 года. Хаджи-Продан обосновался в Трнавском монастыре в Чачаке. 
Он попытался поднять восстание сербов под своим руководством. Его плохо организованное восстание в регионе Чачака в 1814 году получило в историографии название Восстание Хаджи Продана. Восстание было быстро подавлено. Хаджи-Продан бежал в 1815 году в Австрийскую империю, после чего переехал в полу-автономные Дунайские княжества. 

## На стороне греческих гетеристов
Находясь в Валахии и под командованием Тудора Владимиреску, в начале 1821 года Хаджи-Продан присоединился к греческим гетеристам, начавшим здесь военные действия на первом, придунайском, этапе Освободительной войны Греции. 
После того как российский император Александр I отмежевался от действий своего бывшего адъютанта и вождя гетеристов, Александра Ипсиланти, и разрешил ввод турецких войск в Дунайские княжества, Владимиреску начал секретные переговоры с турками. 
19 мая Владимиреску решил повесить своего военачальника Янко Енеску. В последний момент Хаджи-Продан отрубил верёвку виселицы и спас Енеску. 
Хаджи-Продан и Македонски написали письмо греческому военачальнику Георгакису Олимпиосу, которого они хорошо знали по его участию в сербских восстаниях. Письмо подписали все сербские и болгарские военачальники Владимиреску, а также некоторые из валашских военачальников пандур. 
В письме говорилось, что военачальники не хотят более служить под началом Βладимиреску, «заподозренного в ведении секретных предательских переговоров с турками»:A-418.
Получив письмо, Οлимпиос отправился в лагерь Βладимиреску, где с помощью Хаджи-Продана и других военачальников вынудил Владимиреску отправиться в греческий лагерь, где тот впоследствии был казнён:Α-419.
После убийства Владимиреску Хаджи-Продан со своим отрядом перешёл под непосредственное командование Олимпиоса и принял участие в Сражении при Драгашани 7 июня 1821 года. 
Последнее подтверждается картой шотландского филэллина и историка Томаса Гордона, на которой отмечено, что отряд Хаджи-Продана удерживал позицию “I”:Α-425. 
С поражением гетеристов Хаджи-Продан покинул Валахию. 
Хаджи-Продан умер в 1825 году.